# سندرم آلاژیل
سندرم آلاژیل (به انگلیسی: Alagille syndrome) یا دیسپلازی آرتریوهپاتیک، نوعی بیماری وراثتی است که دستگاه‌های چندی از بدن در آن درگیر می‌باشند. علاوه بر هیپوپلازی (تشکیل نشدن کامل) مجاری صفراوی داخل کبدی که منجر به کلستاز می‌شود، نوزادان مبتلا به این نشانگان (سندرم)، ممکن است دچار آنومالی‌های صورت، قلب (به‌صورت تنگی دریچه ریوی یا تنگی محیطی عروق ریوی و تترالوژی فالوت)، ستون فقرات (مهره پروانه‌ای)، چشم (امبریوتوکسین خلفی) و کلیه (دیسپلازی کلیه) باشند. بیماران در نتیجه دچار سطح کلسترول خونی بالا و گزانتم‌های پوستی همراه آن هستند. رشد ناکافی و عقب ماندگی‌ذهنی خفیف هم گاهی وجود دارد.توارث این بیماری اتوزومی غالب است وبروی کروموزم ۲pقراردارد

## درمان
درمان این سندرم شامل رژیم غذایی برای هیپرکلسترولمی و کلستیرامین است. برای درمان عوارض کمبود ویتامین ای مانند آتاکسی، از دست دادن رفلکسها و از دست دادن حس ارتعاش و موقعیت و فلج عضلات خارج چشمی؛ درمان با مقادیر زیادی از ویتامین E انجام می‌شود. درمان با فنوباربیتال و اورسودوکسی کولیک اسید در پایین آوردن بیلی‌روبین و اسیدهای صفراوی کمک‌کننده است. از نظر توارثی، الگوی انتقال این بیماری، اتوزوم غالب می‌باشد.